# Pabaton
Pabaton is een bestuurslaag in het regentschap Kota Bogor van de provincie West-Java, Indonesië. Pabaton telt 3007 inwoners (volkstelling 2010).